# The Archaic Course
The Archaic Course (1998) is het derde studioalbum van de Noorse progressieve metalband Borknagar. Het album werd opgenomen in Woodhouse Studios in Duitsland in augustus en september 1998 door de Poolse producer Waldemar Sorychta. Het is het eerste album van de band met zanger ICS Vortex (Simen Hestnæs) en het eerste met gitarist Jens F. Ryland. Ivar Bjørnson van de band Enslaved speelt ook mee op het album maar was officieel geen lid van de groep. Het is het laatste album met drummer Erik 'Grim' Brødreskift, die kort na de opnames van het album stierf aan een overdosis.

## Tracklist
1. Oceans Rise (Brun) - 5:27
2. Universal (Brun) - 5:35
3. The Witching Hour (Hestnæs/Bjørnson/Brun) - 4:26
4. The Black Token (Brun) - 5:19
5. Nocturnal Vision (Hestnæs/Brun) - 4:35
6. Ad Noctum (Hestnæs/Brun) - 4:22
7. Winter Millenium (Brun) - 5:44
8. Fields of Long Gone Presence (Bjørnson) - 2:18

## Medewerkers

### Muzikanten
- ICS Vortex (Simen Hestnæs) - zang
- Øystein G. Brun - gitaar
- Jens F. Ryland - gitaar
- Kai Lie - basgitaar
- Erik Brødreskift - drums, percussie

### Extra muzikanten
- Ivar Bjørnson - synthesizer

### Overige
- Waldemar Sorychta - mixen, productie
- Matthias Klinkmann - opnames, mixen
- Christophe Szpajdel - logo